# Битва при Кахамарке
Битва при Кахамарке или Резня в Кахамарке — атака небольшого отряда испанских конкистадоров во главе с Франсиско Писарро на инкского правителя Атауальпу, прибывшего со свитой по приглашению самих испанцев в Кахамарку.
События в Кахамарке стали кульминацией многомесячного противостояния с применением дипломатии, шпионажа и уловок между Франсиско Писарро и инкским правителем Атауальпой. У Писарро было не более 200 человек, поэтому их охватил страх, когда они увидели многотысячную армию инков, собранную Атауальпой, но отступать было уже поздно. Писарро справедливо полагал, что проявленная слабость ещё быстрее приведёт к гибели. Испанцы и инки пытались произвести друг на друга устрашающее впечатление. Благодаря своим шпионам Атауальпа знал, что перед ним люди, а не боги (в отличие от некоторых других правителей покорённых европейцами коренных народов Америки, воспринимавших европейцев как богов). В то же время он был поражён наличием у испанцев непонятного для инков огнестрельного оружия, а также лошадей, которых инки до этого не видели. В хрониках описывается, что посланный Писарро переговорщик, чтобы произвести ещё более угрожающее впечатление на Атауальпу, пришпорил и направил на него своего коня, остановив его в последний момент, так что слюна коня попала на одежду Атауальпы. Инкский правитель не дрогнул, а испугавшиеся из его свиты инки были впоследствии казнены. Посланник Писарро пытался убедить Атауальпу, что испанцы — прекрасные воины и хотят служить Атауальпе, и предложил посетить остановившегося Писарро с отрядом в Кахамарке, на что Атауальпа опрометчиво согласился. Атауальпа послал своего главнокомандующего Руминьяви отрезать пути отступления испанцам, а сам во главе почти восьмидесятитысячной процессии отправился в Кахамарку. Доподлинно неизвестно, почему в сам город он взял около 7000 человек из ближайшего окружения, оставив за пределами города оружие и остальную армию. Возможно, Атауальпа решил продемонстрировать, что он прибыл с миром. Считается также, что он предполагал, что испанцы его боятся, поскольку навстречу ему вышел только священник, а остальной отряд находился в домах.

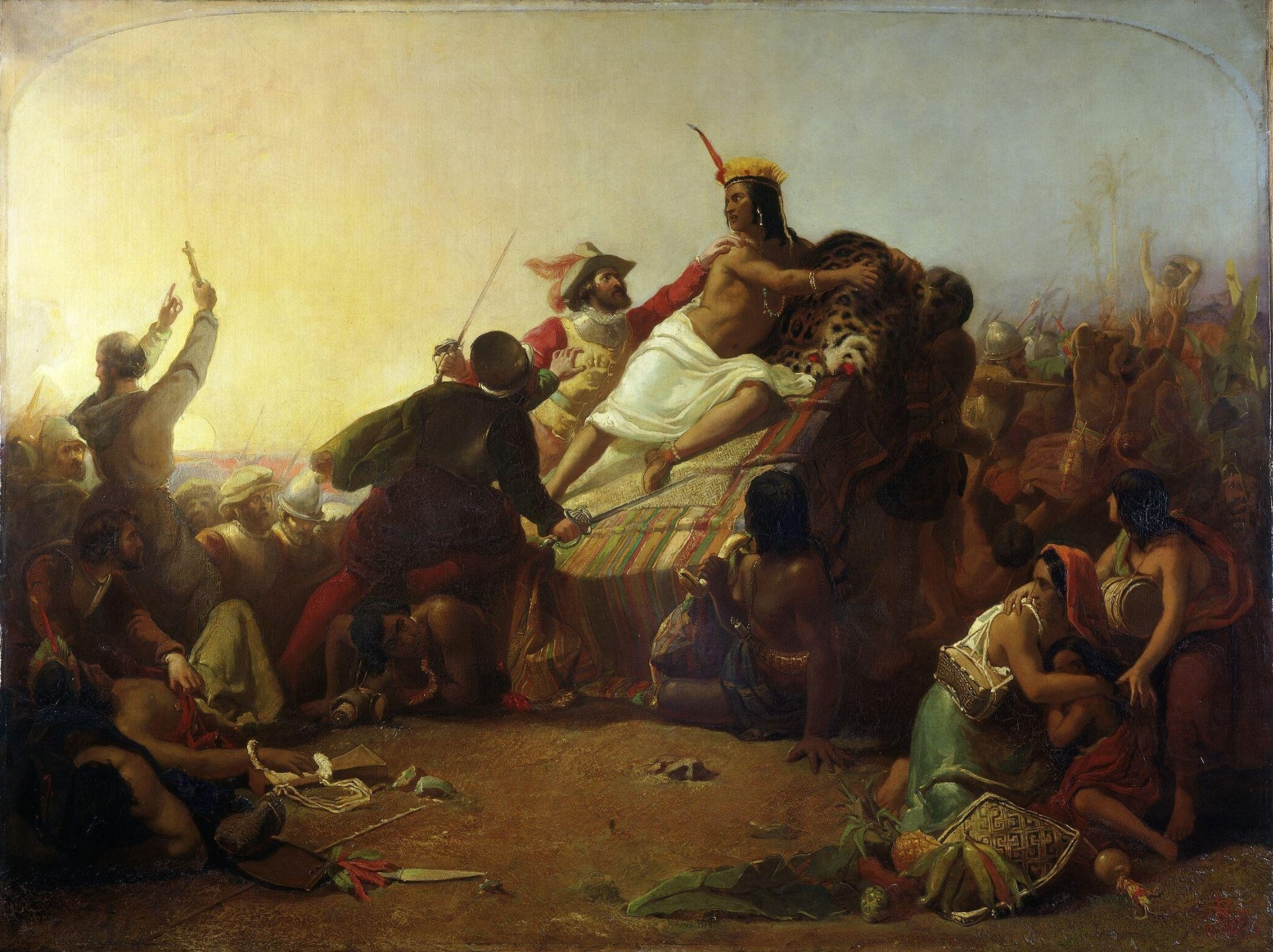
Джон Эверетт Милле. «Писарро берёт в плен Инку Атауальпу». 1845 г. Лондон, Музей Виктории и Альберта

Испанцы же по сути находились в засаде и заранее решили атаковать и захватить Атауальпу в плен. Для оправдания своих действий они послали священника, чтобы он предложил Атауальпе и его народу принять христианство, понимая, что тот откажется. Атауальпа, не знакомый ни с книгами, ни с буквами, бросил протянутую ему Библию на землю, после чего по приказу Писарро по индейцам был сделан залп из четырёх артиллерийских орудий и 12 аркебуз, имевшихся у испанцев. Из засады выскочили на лошадях закованные в латы рыцари, буквально прорубая себе дорогу до правителя инков. Затем к атаке присоединился остальной отряд испанцев. Инки пытались спасти своего правителя, но, незнакомые с холодным и огнестрельным оружием испанцев, потерпели поражение. Атауальпа попал в плен.
Испанцы устроили резню более чем 5 тысяч почти невооружённых и дезорганизованных воинов. Нападения испанцев производили ошеломляющий эффект на инков, которые не знали тактики засад и ничего не смогли противопоставить. Против оружия из стали их одежда из кожи и уплотнённого хлопка не представляла почти никакой защиты. Также они не знали лошадей, на которых скакали нападающие. Для инков это были чудовищные существа из другого мира, от которых они спасались бегством, не оказывая сопротивления.
Оставшиеся в живых инки после захвата своего правителя, разгрома и жестокой расправы разбежались.